# Ендрю Ламбру
Ендрю Ламбру (англ. Andrew Lambrou, грец. Άντριου Λάμπρου; нар. 25 травня 1998) — австралійський співак греко-кіпрського походження. Він представляв Кіпр на пісенному конкурсі Євробачення 2023.

## Життєпис
Ендрю Ламбру народився в 1998 році в родині греків-кіпріотів. Він відвідував музичну школу AMS, де навчився грати на фортепіано. Ламбру вперше привернув до себе увагу у 2013 році після того, як завантажив на YouTube кавер-версію пісні «My Immortal» гурту Evanescence. У 2015 році Ендрю брав участь у The X Factor Australia, де увійшов до 20 найкращих. Того ж року співака помітили Sony ATV, а також він підписав контракт з Марі Хамбліон. Його дебютний сингл «Throne» вийшов у 2021 році.

### Євробачення
У 2022 році Ламбру брав участь у «Eurovision — Australia Decides 2022», австралійському національному відборі на «Євробачення», з піснею «Electrify». Він набрав 51 бал і посів сьоме місце.
17 жовтня 2022 року було оголошено, що співак представлятиме Кіпр на пісенному конкурсі Євробачення 2023.
У фіналі отримав 126 балів, посівши 12 місце.

## Сингли
| Назва        | Рік  | Альбом        |
| ------------ | ---- | ------------- |
| «Throne»     | 2021 | Поза альбомом |
| «Lemonade»   | 2021 | Поза альбомом |
| «Confidence» | 2021 | Поза альбомом |
| «Electrify»  | 2022 | Поза альбомом |